# 藤本宗利
藤本 宗利（ふじもと むねとし、1958年3月11日 - ）は、日本の国文学者・教育学者。現在群馬大学教育学部国語教育講座教授、群馬大学教育学部附属幼稚園園長を務める。研究分野は平安時代の文学。主に枕草子・源氏物語など。

## 経歴
- 1958年3月11日　群馬県にて出生。
- 1980年3月　群馬大学教育学部国語教育講座国語専攻卒業。
- 1981年4月　1浪の末、東京大学大学院に進学。
- 1989年3月　東京大学大学院人文科学研究科国文学科単位取得満期退学。博士（文学）となる。
- 1990年4月　常葉学園短期大学文学部国文学科講師就任。
- 1996年4月　群馬大学教育学部国語教育講座助教授就任。
- 1999年4月　群馬大学教育学部国語教育講座教授就任。

## 著書・論文

### 著書
- 『更級日記の文法』 （明治書院、1987年）
- 『枕草子と源氏物語』 （勉誠社、1992年）
- 『枕草子における戯画化の方法-もどかれる後朝-』 （古代文学論叢第14輯、1997年）
- 『枕草子の「食」-和歌を相対化する下蕨』（笠間書院、1999年）
- 『「地名」ということば-和歌的表現とのかかわり』 （勉誠出版、1999年）
- 『感性のきらめき清少納言』 （新典社、2000年）
- 『研究・評論史』 （枕草子大事典 勉誠出版、2001年）
- 『「春はあけぼの」を活かすためにー古典教材としての新たなる読み』 （右文書院、2002年）
- 『枕草子研究』 （風間書房、2002年）

### 論文
- 『籬越の歌語り-「三条の宮におはしますころ」の段をめぐって-』　常葉国文 （大学・研究所等紀要、1995年）
- 『枕草子における和歌引用の特質-「花の木ならぬは」を中心に』　常葉学園短期大学紀要 （大学・研究所等紀要、1996年）
- 『源氏物語の「食ふ」-横笛巻を中心に』　源氏研究 （学術雑誌、1997年）
- 『中関白と呼ばれた人ー藤原道隆の創ったものー　国語と国文学 （学術雑誌、2002年）
- 『常生活の中の古典教育―「壁」意識を取り除くために』　月刊国語教育 （2005年）
- 書評 圷美奈子著『新しい枕草子論―主題・表現・そして本文』　国語と国文学 （2005年）

など

## 所属学会
- 中古文学会
- 和歌文学会
- 日本文学協会